# Antoinette Desonnay-Raskin
 (janvier 2024).
Antoinette, Marie, Emilie, Julienne Desonnay, née à Stavelot le 23 novembre 1896 et mort à Amay le 25 décembre 1978, est une femme politique belge, membre du Parti communiste de Belgique (PCB).

## Biographie
Antoinette Desonnay nait dans un milieu ouvrier, son père était ouvrier-maçon, et est le deuxième enfant d’une famille de sept.
Après ses études primaires, elle commence à travailler comme servante, cuisinière ou femme de ménage.
En 1922, elle épouse Léon Raskin, militant communiste, ce qui va orienter son parcours politique. Son père était toutefois d’opinion socialiste et deux de ses frères membres du PCB.
Dès 1942, Antoinette Desonnay s’engage avec son mari dans la résistance et devient responsable de groupements communistes féminins clandestins. Elle gravit les échelons pour devenir en juillet 1943 responsable fédérale pour Liège des groupements communistes féminins. Son mari est arrêté en mai 1944 et meurt en déportation à Neuengamme.
A la libération, Antoinette Desonnay est active au sein du Rassemblement des Femmes pour la paix (R.F.P.), groupement de femmes issues de la résistance constitué en vue de mobiliser les femmes pour la défense de la paix dans le monde.
Le 24 novembre 1946, elle est élue conseillère communale PCB pour la ville de Liège et elle exerça son mandat jusqu’en 1952.
Le 26 juin 1949, Antoinette Desonnay est élue députée PCB pour l’arrondissement de Liège, elle siègera jusqu’à la dissolution du parlement le 4 juin 1950. Durant son mandat, parlementaire très active, elle s’intéressa principalement au chômage des femmes et des jeunes et aux questions des loyers et de logement tout en prenant part bien sûr aux grandes discussions politiques de l’époque en particulier la question royale.
Antoinette Desonnay sera élue conseillère communale de Stavelot à la fin des années 1950.
Elle meurt le 25 décembre 1978 et est inhumée au cimetière d'Amay (Amay Nouveau).

## Sources
- Site du Centre des Archives communistes en Belgique (CArCoB)
- Natacha Wittorski : « Femmes parlementaires dans la Belgique de la question royale. Leurs itinéraires et leur rôle dans la vie politique de juin 1949 à novembre 1950 » Mémoire de licence en Histoire, UCL, 2003